# Plebiscyt Przeglądu Sportowego 1930
5. Plebiscyt Przeglądu Sportowego na najlepszego sportowca Polski zorganizowano w 1930 roku.

## Wyniki
1. Stanisława Walasiewicz - lekkoatletyka (37 384 pkt.)
2. Kazimierz Bocheński - pływanie (32 344)
3. Janusz Kusociński - lekkoatletyka (26 047)
4. Stanisław Petkiewicz - lekkoatletyka (23 942)
5. Halina Konopacka - lekkoatletyka (21 190)
6. Jadwiga Jędrzejowska - tenis (15 660)
7. Kazimierz Laskowski - szermierka (12 237)
8. Bronisław Czech - narciarstwo (7464)
9. Witold Majchrzycki - boks (6372)
10. Henryk Szamota - kolarstwo (3061)